# Beaumont, Mississippi
Beaumont là một thành phố thuộc quận Perry, tiểu bang Mississippi, Hoa Kỳ. Năm 2010, dân số của thành phố này là 951 người.

## Dân số
- Dân số năm 2000: 977 người.
- Dân số năm 2010: 951 người.